# Olaf Scholz
Olaf Scholz (* 14. června 1958 Osnabrück) je německý sociálnědemokratický politik, v letech 2021 až 2025 kancléř Spolkové republiky Německo. Mezi roky 2011 až 2018 byl starostou Hamburku. Poté až do prosince 2021 zastával úřad ministra financí ve čtvrté vládě Angely Merkelové, v níž byl také vicekancléřem jako lídr menšího koaličního subjektu.

## Život
Mezi roky 1987 a 1989 byl místopředsedou Mezinárodní unie socialistické mládeže, v jejímž vedení působil také bývalý generální tajemník NATO Jens Stoltenberg. Scholz tehdy podporoval marxistickou studentskou organizaci Freudenberger Kreis. Ve svých článcích v Zeitschrift für sozialistische Politik und Wirtschaft psal o „překonání kapitalistické ekonomiky“ a brojil proti „agresivně-imperialistickému NATO“. V mládí chtěl znárodňovat velké obchodní společnosti, ale později jako primátor Hamburku naopak velké korporace podporoval.
V roce 2019 kandidoval Scholz spolu s Klarou Geywitzovou na post spolupředsedy celoněmecké SPD. Oba byli ve volbách, které se poprvé konaly formou hlasování celé členské základny, favorizováni. Ve druhém kole v prosinci toho roku však těsně podlehli Norbertu Walter-Borjansovi a Saskii Eskenové, představitelům levého křídla SPD.
Podle rozhodnutí předsednictva SPD vyhlásili její dva spolupředsedové Walter-Borjans a Eskenová Olafa Scholze již dne 10. srpna 2020 (dříve než ostatní politické strany) za kandidáta na spolkového kancléře pro volby do Bundestagu na podzim 2021.
Na rozdíl od tvrzení ruské propagandy nebyl Generalleutnant der Waffen-SS Fritz von Scholz dědečkem Olafa Scholze, ani s ním nebyl příbuzný.

## Politické působení

### Ministr financí
V roce 2020 připravili Scholz a úředníci jeho ministerstva dva dodatečné rozpočty Spolkové republiky Německo na již běžící roční období v celkové výši 212,5 miliardy eur, které nelze z velké části jinak financovat než zvýšením státního dluhu. Tím byla prozatím opuštěna politika tzv. černé nuly (schwarze Null), kterou Scholz i jeho předchůdce Wolfgang Schäuble až do vypuknutí pandemie nemoci covid-19 v Německu poměrně důsledně prosazovali. V důsledku opatření k utlumení epidemie bylo na několik měsíců, především od března do června 2020, ochromeno mnoho odvětví německého hospodářství včetně zahraničního obchodu. Uvolněné prostředky byly určeny na záchranu některých hospodářských odvětví, na podporu malých a středně velkých podniků a také rodin a jednotlivců, jejichž příjmy se v důsledku koronavirové krize podstatně zmenšily. 
Finanční prostředky začaly být přidělovány převážně prostřednictvím nevratných subvencí a také snížením všeobecné výše daně z přidané hodnoty (Mehrwertsteuer) pro druhé pololetí 2020 z 19 % na 16 %, pro potraviny, pokrmy v restauracích a některé další druhy zboží a služeb ze 7 % na 5 %. Kromě uvedeného objemu navýšení celostátního rozpočtu se rozhodly také vlády všech německých spolkových zemí k obdobným krokům podle svých potřeb a možností. Nadto připravilo ministerstvo financí další tzv. balík různých finančních transakcí jako je poskytování záruk a úvěrů v Německu v celkové výši zhruba 900 miliard eur. 
Německo a jeho ministerstvo financí bylo také ochotno se významně podílet na plánech pro záchranu hospodářství v Evropské unii (zvláště v silně postižených členských státech typu Itálie a Španělska), ohlášených kancléřkou Angelou Merkelovou, francouzským prezidentem Emmanuelem Macronem a předsedkyní Evropské komise Ursulou von der Leyenovou.

### Kandidát na kancléře
Scholz byl představenstvem strany v srpnu 2020 určen za kandidáta SPD pro volby do Německého spolkového sněmu v září 2021. Protože SPD velmi těsně volby vyhrála před CDU/CSU, měl Scholz naději stát se německým kancléřem jako nástupce Angely Merkelové. Záviselo to na vyjednávání o společném programu a struktuře připravované vlády (včetně přidělení resortů stranám a jejich obsazení političkami a politiky) se Zelenými a Svobodnou demokratickou stranou (FDP), které získaly dohromady 210 poslaneckých mandátů, tedy více než SPD (206 mandátů). FDP do 14. října 2021 neupustila od alternativního vyjednávání s CDU/CSU.

### Spolkový kancléř
Dne 8. prosince 2021 byl Olaf Scholz zvolen spolkovým kancléřem a v úřadu nahradil Angelu Merkelovou. V Německém spolkovém sněmu získal většinu 395 ze 707 přítomných poslanců a proti němu se vyslovilo 303 poslanců. Devět hlasů připadlo na nehlasující poslance nebo neplatné lístky.
V prosinci 2021 odmítl požadavek polské vlády na válečné reparace za lidské a materiální ztráty způsobené nacistickým Německem v Polsku během druhé světové války.
V září 2022 Scholzova vláda schválila dohody o vývozu zbraní do Saúdské Arábie, a to navzdory zákazu, který uvalila předchozí vláda v roce 2018 kvůli zapojení Saúdské Arábie do vojenské intervence v Jemenu a zavraždění kritika saúdského režimu Džamála Chášukdžího.
Začátkem května 2023 se Scholz setkal s etiopským premiérem Abiy Ahmedem v Addis Abebě, aby normalizoval vztahy mezi Německem a Etiopií, které se zhoršily kvůli válce v Tigraji.
Vyjádřil podporu Izraeli ve válce Izraele s Hamásem v Gaze a kritizoval protiizraelský postoj šéfa diplomacie Evropské unie Josepa Borrella. V listopadu 2023 odmítl výzvy k příměří ve válce v Gaze.

#### Ukrajina

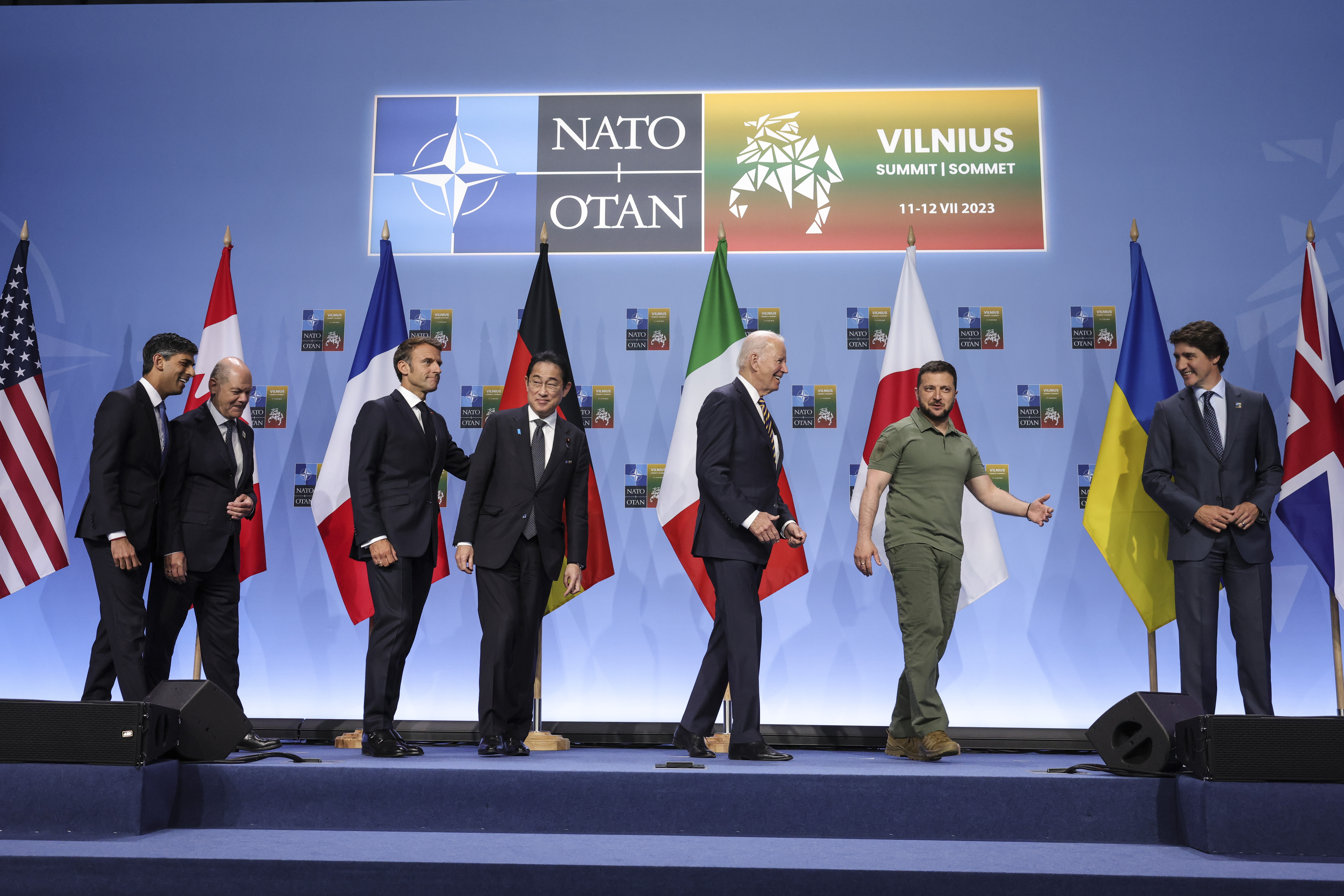
Scholz, ukrajinský prezident Volodymyr Zelenskyj, americký prezident Joe Biden, britský premiér Rishi Sunak, kanadský premiér Justin Trudeau a další vůdci na summitu NATO ve Vilniusu v roce 2023

V červnu 2022 během své cesty do Kyjeva podpořil společně s Emmanuelem Macronen, Mariem Draghim a Klausem Iohannisem pro Ukrajinu okamžitý status kandidátské země pro vstup do Evropské unie. Scholz uvedl, že „Ukrajina patří do evropské rodiny,“, ale pro členství v EU musí splnit jasná kritéria.
Během ruské invaze na Ukrajinu se Německo stalo jedním z největších dodavatelů zbraní na Ukrajinu a ke konci roku 2022 byl objem dodávek německých zbraní na Ukrajinu překročen pouze objemem dodávek ze Spojených států a Spojeného království. V květnu 2024 dal Scholz Ukrajině svolení útočit zbraněmi dodanými Německem na cíle v Rusku. V září 2024 Scholz podpořil mírový summit o válce na Ukrajině i za účasti Ruska.

#### Imigrační politika
V prosinci 2021 Scholz řekl, že Německo je imigrační zemí, a zavázal se snížit překážky bránící imigraci do Německa a usnadnit imigrantům získání německého občanství. V roce 2023 požádalo o azyl v Německu 352 000 lidí, což je nejvíce od roku 2016, kdy bylo žadatelů o azyl 722 370. Mezi žadateli o azyl nejsou zahrnuti lidé z Ukrajiny. Nejvíce žadatelů o azyl v roce 2023 bylo ze Sýrie, Afghánistánu a Turecka. V roce 2023 se do Německa přistěhovalo 1 933 000 lidí, včetně 276 000 z Ukrajiny a 126 000 z Turecka, a 1 270 000 lidí z Německa emigrovalo. V roce 2023 byla čistá imigrace do Německa 663 000 osob, což je pokles z rekordní čisté migrace 1 462 000 lidí v roce 2022, která zahrnovala více než 750,000 válečných uprchlíků z Ukrajiny.
Dne 11. září 2024 Scholz řekl, že Německo musí zůstat otevřené imigraci, aby si udrželo svůj hospodářský růst, a bude nabízet ochranu těm, kteří jsou politicky pronásledováni. Opozičním politickým stranám vzkázal, že o této politice se nebude vyjednávat.
Dne 14. září 2024 podepsal Scholz dohodu s Keňou, která otevřela německý pracovní trh 250 000 migrantům z Keni. Podobnou migrační dohodu vláda Olafa Scholze uzavřela s Indií, Marokem, Nigérií, Kyrgyzstánem a několika dalšími státy. Na základě migračních dohod, které uzavřela Scholzova koalice, by chtěly německé úřady každoročně přijmout 400 000 kvalifikovaných zahraničních pracovníků, včetně 90 000 Indů, kteří by na pracovním trhu nahradili stárnoucí německou populaci. Rozhodnutí německé vlády otevřít německý pracovní trh Indům přivítal indický premiér Naréndra Módí, který se setkal se Scholzem v říjnu 2024.

#### Energetická politika
V červnu 2022 Scholz potvrdil, že jeho vláda odpojí zbývající jaderné elektrárny v Německu a odstoupí od jaderné energie.
V listopadu 2022 vyjádřil podporu Evropské zelené dohodě. Ve svém projevu na konferenci o změně klimatu v Dubaji v prosinci 2023 vyzval k ukončování využívání fosilních paliv, včetně uhlí, ropy a zemního plynu, a zopakoval závazek Německa být do roku 2045 klimaticky neutrální. Prohlásil, že technologie, které nahradí fosilní paliva, jsou fotovoltaika, elektromobilita, větrná energie a zelený vodík.
Scholzova vláda prosazovala politiku Energiewende, tedy kompletní přeměnu německé energetiky.
V květnu 2024 kritizoval plánovaná cla EU na dovoz elektromobilů z Číny. V červnu 2024 Scholz ocenil krok Volkswagen Group zaměřit se na vývoj levnějších elektromobilů pro evropský trh. V důsledku nezvládnutého přechodu na výrobu elektromobilů se německý automobilový průmysl v roce 2024 ocitl v krizi. Scholz v prosinci 2024 kritizoval společnost Volkswagen, která se rozhodla propouštět zaměstnance a zavírat výrobní závody.

#### Konec vlády
V listopadu 2024 došlo k rozpadu vládní koalice poté, co z ní vystoupila FDP. V lednu 2025 Scholz požádal parlament o vyslovení důvěry, kterou však nezískal – podpořilo ho pouze 207 ze 717 poslanců, zatímco 394 hlasovalo proti a 116 se zdrželo. Následně navrhl prezidentovi Franku-Walterovi Steinmeierovi rozpuštění Spolkového sněmu, což vedlo k vyhlášení předčasných voleb. Po volbách se novým kancléřem stal 6. května 2025 Friedrich Merz z CDU/CSU. Jeho nástup do funkce však provázely komplikace – v prvním kole hlasování nezískal potřebnou většinu, což odhalilo napětí uvnitř nové koalice. Až ve druhém kole obdržel 325 hlasů a mohl tak převzít úřad od Olafa Scholze.
Scholzovo působení ve funkci bylo poznamenáno řadou krizí, včetně války na Ukrajině, energetické krize a rostoucího vlivu krajní pravice. Ve svém rozlučkovém projevu zdůraznil význam důvěry občanů v demokracii a její zástupce jako klíčový prvek pro úspěch demokratického systému.